# Scopula exiguaria
Scopula exiguaria är en fjärilsart som beskrevs av Walker 1860. Scopula exiguaria ingår i släktet Scopula och familjen mätare. Inga underarter finns listade.